# Nicéphore Phocas Barytrachelos
Nicéphore Phocas (en grec : Νικηφόρος Φωκᾶς), surnommé Barytrachelos (Βαρυτράχηλος soit au « col-tors ») est un aristocrate byzantin et le dernier membre important de la famille des Phocas à tenter de prétendre au trône impérial. Il est le fil du général Bardas Phocas le Jeune et le petit-neveu de l'empereur Nicéphore II Phocas. Il joue un rôle actif dans la rébellion infructueuse de son père contre Basile II en 987-989. Après la mort de son père, il demande et obtient le pardon de Basile. Rien de lui n'est connu jusqu'en 1022 quand il déclenche une nouvelle rébellion, conjointement avec le général Nicéphore Xiphias. Ce mouvement obtient un important soutien mais la méfiance entre les deux hommes conduit à l'assassinat de Phocas par Xiphias le 15 août 1022, ce qui met un terme à la rébellion.

## Biographie
Nicéphore Phocas Barytrachelos est un fils du général Bardas Phocas le Jeune. Lors du printemps de l'année 970, à la suite du meurtre de Nicéphore II Phocas par Jean Ier Tzimiskès, son père tente de lancer une révolte contre le nouveau régime depuis le fief de la famille en Cappadoce. Tzimiskès envoie son lieutenant Bardas Sklèros contre Bardas Phocas et Sklèros parvient à attirer des partisans de Bardas Phocas qui finit par se rendre. Bien qu'il n'y ait pas de mentions explicites dans les sources, Nicéphore Phocas Barytrachelos a sûrement partagé le sort de son père, exilé sur l'île de Chios avec le reste de sa famille.

### Rôle dans les révoltes de Bardas Phocas et de Bardas Sklèros

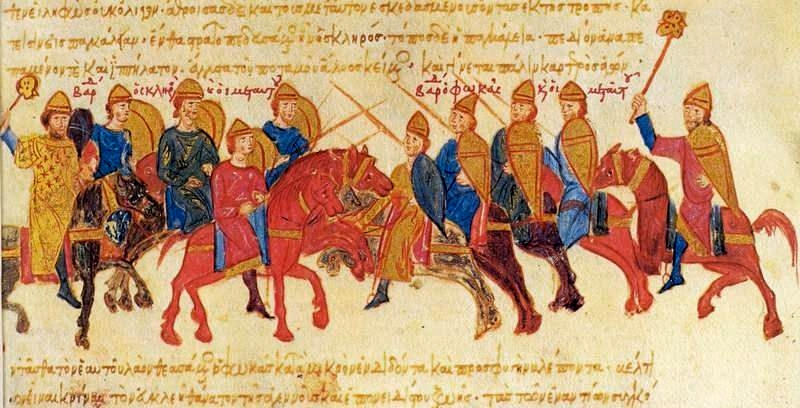
Miniature issue de la chronique de Skylitzès de Madrid présentant la bataille entre les forces de Bardas Phocas et de Bardas Sklèros.

En 978, après la mort de Tzimiskès et l'arrivée de Basile II sur le trône, Bardas Phocas est rappelé pour diriger les forces impériales contre son rival Bardas Sklèros, qui s'est rebellé et s'est emparé de la majeure partie de l'Asie Mineure. Après quelques revers, les forces loyalistes triomphent lors du printemps 979, forçant Sklèros à s'enfuir vers les territoires musulmans. Il trouve finalement refuge auprès des Bouyides de Bagdad. Toutefois, en 987, Bardas Sklèros quitte cette cité et tente de se révolter à nouveau. Il contacte Bardas Phocas pour faire cause commune contre Basile II mais Phocas le trompe et l'emprisonne avant de déclencher sa propre rébellion en se proclamant empereur à la fin de l'été 987. C'est à cette occasion que Nicéphore Phocas est mentionné pour la première fois dans les sources. Son père l'envoie auprès de David III d'Ibérie pour s'assurer de son soutien militaire. Ensuite, il est envoyé combattre le général loyaliste Grégoire Taronitès qui a débarqué à Trébizonde, sur les arrières de Phocas, et a rassemblé une armée d'Arméniens recrutés dans les provinces orientales. David III lui fournit alors un millier de soldats géorgiens avec lesquels il parvient à vaincre Taronitès. Toutefois, il reçoit rapidement la nouvelle de la mort de son père à la bataille d'Abydos le 13 avril 989, qui entraîne l'effondrement immédiat de la rébellion. Les Géorgiens reviennent dans leur pays et les soldats de Nicéphore repartent chez eux. Quant à Nicéphore, il s'enfuit vers la forteresse de Tyropoion où sa mère réside et où Bardas Sklèros est détenu. Avec son frère Léon, il décide de soutenir la prétention au trône de Sklèros mais ce dernier, âgé et fatigué, préfère abandonner la lutte et se soumet à l'empereur en échange de sa clémence. Nicéphore Phocas fait finalement de même et obtient le pardon impérial ainsi que le droit de conserver ses privilèges. En cela, il se différencie de son frère qui décide de résister depuis sa base à Antioche mais les habitants de la ville préfèrent se rendre à Basile,.

### Rébellion avec Nicéphore Xiphias
Rien n'est connu de Nicéphore Phocas jusqu'à l'été 1022. À cette date, il conspire avec le général Nicéphore Xiphias contre Basile II qui est engagé dans une campagne contre le roi géorgien Georges Ier de Géorgie,. Les deux conspirateurs prévoient de renverser Basile, sans déterminer qui de l'un ou de l'autre doit lui succéder. Cette incertitude introduit une source de discorde au sein de la rébellion. Bien que Xiphias occupe le poste prestigieux de stratège des Anatoliques et que Phocas ne détienne aucune fonction particulière au-delà du titre de patrice, un grand nombre d'aristocrates se joignent à ce mouvement en raison de l'influence de la famille Phocas, ce qui engendre de la jalousie chez Xiphias selon Yahia d'Antioche.
Cette rébellion présente un danger particulier pour l'empereur car elle s'empare de la Cappadoce et menace de couper les arrières de Basile II. Celui-ci se retrouve alors positionné entre deux ennemis. En effet, les rebelles auraient été en contact avec Georges Ier dans le but de coordonner leurs efforts. Basile II décide de se replier dans la forteresse de Mazdat. Selon Jean Skylitzès il envoie un émissaire aux chefs rebelles, de manière à instiller la défiance entre les deux. Selon Yahia d'Antioche, il nomme Théophylacte Dalassène comme stratège du thème des Anatoliques et l'envoie mettre un terme à la rébellion. Les sources ne précisent pas si l'émissaire parvient à ses fins mais le 15 août 1022, Xiphias organise une rencontre avec Phocas lors de laquelle ce dernier est tué par l'un des partisans de Xiphias. Toutefois, les sources arméniennes rapportent que Phocas est tué par l'ancien roi du Vaspourakan Sénéqérim-Hovhannès ou par son fils David ou bien par l'un de leurs hommes. La tête tranchée de Nicéphore Phocas est envoyée à Basile qui l'empale sur un pieu et l'exhibe publiquement à Mazdat.
Après la mort de Phocas, la rébellion s'effondre et Xiphias est arrêté puis contraint à devenir moine. Quant à Basile II, il est libéré du péril sur ses arrières et il peut rapidement et de manière décisive vaincre Georges Ier et lui imposer ses conditions. Les autres soutiens de la révolte sont emprisonnés puis relâchés en 1025, après la mort de Basile II et l'arrivée au pouvoir de Constantin VIII. Toutefois, en 1026, Constantin VIII accuse le dernier membre survivant de la famille des Phocas, Bardas Phocas (peut-être un fils ou un neveu de Nicéphore Barytrachelos), de complot contre le trône et le fait aveugler.